# Рипштейн, Артуро
Артуро Рипштейн (также Рипстейн, исп. Arturo Ripstein; род. 13 декабря 1943, Мехико) — мексиканский и испанский кинорежиссёр, один из крупнейших мастеров современного латиноамериканского кино.

## Биография
Из еврейской семьи. Отец — кинопродюсер Альфредо Рипштейн (1916—2007), мать — Фрейда Розен. Сёстры — актриса Сильвия Рипштейн (сценический псевдоним Даниэла Розен, род. 1946) и Патрисия Рипштейн. Начинал ассистентом у Бунэюля (Ангел-истребитель, 1962). Первый самостоятельный фильм поставил в 1965, продюсером был его отец.
Активно работает на телевидении. В 1990 году принимает участие в съёмках известного сериала «Просто Мария» в качестве режиссёра после отказа Беатрис Шеридан доснять сериал по состоянию здоровья. Жена — писательница Пас Алисия Гарсиадиего, постоянный сценарист режиссёра, не раз была отмечена за свою работу премиями крупных кинофестивалей.
В 2003 вместе с женой получил испанское гражданство.

## Фильмография

### Фильмы
- 1966: Время умирать / Tiempo de morir
- 1967: Опасная игра / Juego peligroso (коллективный проект)
- 1969: Воспоминания о будущем / Los Recuerdos del porvenir
- 1973: Замок чистоты / El Castillo de la pureza
- 1978: Место без границ / El Lugar sin límites
- 1991: Женщина из порта / La Mujer del puerto
- 1993: Начало и конец / Principio y fin
- 1994: Царица ночи / La Reina de la noche
- 1996: Кроваво-красный / Profundo carmesí
- 1998: Евангелие чудес / El Evangelio de las Maravillas
- 1999: Полковнику никто не пишет / El Coronel no tiene quien le escriba
- 2000: Такова жизнь / Así es la vida'
- 2002: Порочный девственник / La Virgen de la lujuria
- 2006: Карнавал в Содоме / El Carnaval de Sodoma
- 2019: Дьявол между ног / El Diablo entre las Piernas

### СериалыТелевисы
- 1989—1990: Просто Мария / Simplemente Maria

## Признание
Номинант и лауреат многочисленных национальных и международных кинопремий. Национальная премия по науке и искусству (1997, второй лауреат после Бунюэля). Премия Куросавы на МКФ в Сан-Франциско (1999). Член жюри Венецианского МКФ (1999).